# Usfahrt – Joy Ride
Usfahrt – Joy Ride ist ein Schweizer Film von Martin Rengell aus dem Jahr 2000 und gilt als 14. zertifizierter „Dogma-Film“. Der Film wurde am 16. November 2000 veröffentlicht.

## Handlung
Eine kleine Clique von Jugendlichen im Lehrlingsalter vertreibt sich die Zeit mit Autofahrten, Trinkereien in Bars der Agglomeration und manche rauchen gelegentlich Joints. Ein Mädchen (Sandra), das etwas außerhalb der Clique steht, verliebt sich in einen Jungen (Daniel) daraus. Die Verliebtheit bleibt unklar und richtungslos und spaltet die Gruppe. Immer ernster wird der unbedacht und anfangs scherzhaft geäußerte Lösungsvorschlag für das Problem, „umbringe!“ aufgefasst. Während einer Autofahrt wird das Opfer von hinten erwürgt. Es wird versucht, die Leiche an einen Waldrand zu legen und das ganze wie eine Vergewaltigung aussehen zu lassen. Der Film endet damit, dass ein Angehöriger der Toten einen der inhaftierten Täter besucht und nach seinen Gründen fragt.

## Dogma 95
Fast alle Hauptrollen sind mit Laien besetzt und die Drehorte sind zu einem guten Teil Originalschauplätze. „Usfahrt – Joy Ride“ hält die schwer einzuhaltenden «Dogma»-Anforderungen nicht alle ein, was bei „Dogma“-Filmen jedoch nicht ungewöhnlich ist.
Eine „Dogma“-Regel besagt, Musik müsse „im Film“ vorkommen und dürfe nicht nachträglich eingespielt werden – in „Joy Ride“ wurden in der Montage Bild und Ton getrennt und die Musik über den Schnitt gezogen. Außerdem kommen auf dem Zürcher Dammweg Prostituierte vor, obwohl dort kein Rotlichtgebiet ist. Auch gegen „Dogma“-Regel Nr. 6 ('The film must not contain murders') wird verstoßen.

## Hintergrund
„Usfahrt – Joy Ride“, gründet auf einer wahren Begebenheit, dem Mord an einer 19-jährigen, der sich 1992 im Zürcher Oberland zugetragen hat (Der „Beobachter“ widmete dem Fall eine Reportage, Ausgabe 6/02). Der Prozess erregte in der Schweiz großes Aufsehen.
Zwei der Täter wurden zu 14- bzw. 16-jähriger Haftstrafe verurteilt, der dritte wegen „Beihilfe zur vorsätzlichen Tötung“ zu einem zweieinhalbjährigen Aufenthalt in einer Arbeitserziehungsanstalt. Den Eltern des Opfers und seinem Bruder wurden 300.000 Schweizer Franken Schadenersatz und Genugtuung zugesprochen, zu zahlen von den drei Tätern in Solidarhaftung.